# علی‌خانلو (خداآفرین)
علی‌خانلو یکی از روستاهای استان آذربایجان شرقی است که در دهستان بسطاملو بخش مرکزی شهرستان خداآفرین واقع شده‌است.